# Uperoleia orientalis
Uperoleia orientalis és una espècie de granota que viu a Austràlia.